# Hiroki Shinjō
Hiroki Shinjō (jap. 新條 宏喜, Shinjō Hiroki; * 28. April 1973 in der Präfektur Tokio) ist ein ehemaliger japanischer Fußballspieler.

## Karriere
Shinjō erlernte das Fußballspielen in der Schulmannschaft der Horikoshi High School und der Universitätsmannschaft der Chūō-Universität. Seinen ersten Vertrag unterschrieb er 1996 bei den Tokyo Gas (heute: FC Tokyo). Der Verein spielte in der zweithöchsten Liga des Landes, der Japan Football League. 1999 wurde er mit dem Verein Vizemeister der J2 League. Für den Verein absolvierte er 110 Spiele. Ende 1999 beendete er seine Karriere als Fußballspieler.